# رایحه‌درمانی

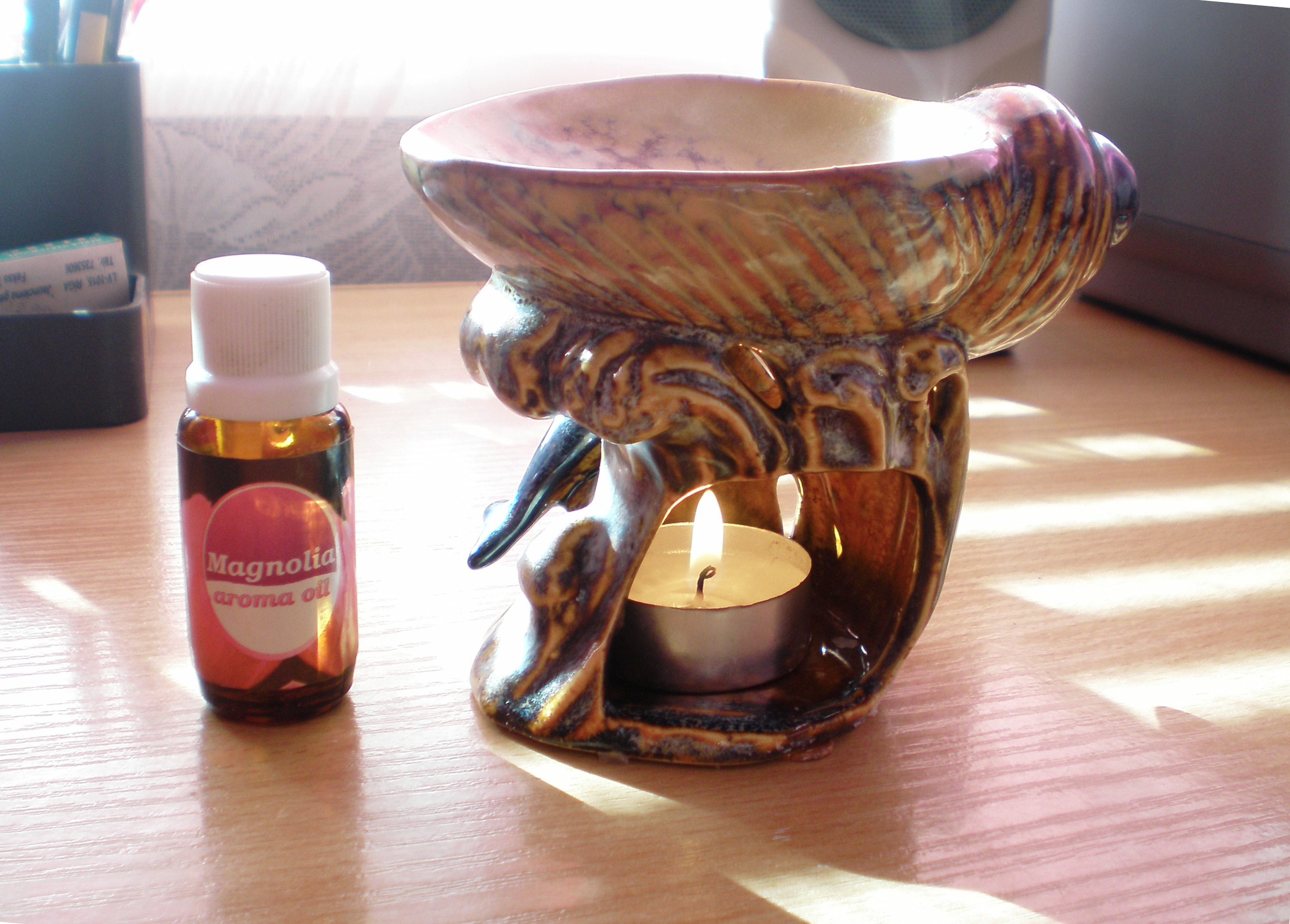
ابزار رایحه درمانی

استفاده از بوها و روغن‌های مخصوص برای رسیدن به یک میل فیزیکی یا حالت احساسی مطلوب یا کمک به درمان یک بیماری را رایحه‌درمانی یا عطردرمانی می‌گویند.
رایحه‌درمانی یکی از شاخه‌های پزشکی جایگزین (آلترناتیو) به‌شمار می‌آید که شاخه‌ای از طب گیاهی است و در آن از برخی روغن‌های گیاهی، به‌صورت استنشاقی یا همراه با ماساژ به‌صورت موضعی _حمام یا کمپرس_ استفاده می‌شود. استفاده از روغنی که از عصاره‌ ی گیاهان بدست آمده برای حمایت و تعادل ذهن، بدن, روح و روان از جنبه‌های رایحه‌درمانی است.
بر اساس یک باور قدیمی روغن‌های معطر می‌توانند برای تسکین درد، کاهش اضطراب و به عنوان خواب‌آور استفاده شود. هر روغن از ترکیبات شیمیایی زیادی تشکیل شده و خواص درمانی منحصربفرد دارد. مانند آلدئیدها که به عنوان آرام بخش عمل می‌کنند و کتن‌ها که می‌توانند موکولیتیک باشند و ترپن‌ها که عملی مانند کورتیزون دارند. این مواد شیمیایی (فنل‌ها، کتن‌ها، ترپن‌ها) اگر به میزان زیاد مورد استفاده قرار گیرند یا در بیماران بدحال به کار گرفته شوند می‌توانند ایجاد مسمومیت کنند. گاهی مسمومیت به عنوان یک تأثیر مضر ناشی از این روغن‌ها می‌تواند به اشکال مختلف همانند سردرد خفیف یا میگرن شدید و وزوز گوش و سرگیجه تبدیل شود. این روغن‌ها گاهی سبب اختلال در بویایی و مواردی چون تهوع، التهاب پوست و تپش قلب می‌شوند.
بر اساس مطالعات موجود اکلیل کوهی باعث ایجاد صرع در افراد با سابقه ژنتیکی می‌شود. مطالعه‌ای که بر روی ۹ بیمار مبتلا به آرتریت روماتوئید انجام شده نشان داده‌است که روغن‌های معطر می‌توانند سبب کاهش علائم این بیماری از جمله بهبود درد و بهبود خشک شدن مفاصل در فرد گردد.

## پیشینه
احتمالاً اولین بار مصریان باستان از عطردرمانی استفاده کردند و به صورت سنتی مصریان در مراسم مذهبی خود از روغن سدر برای مومیایی کردن اجساد استفاده می‌نمودند. به‌طور سنتی مصریان از روغن‌های خوشبو برای ماساژ و درمان بیماری‌های گوناگون نیز استفاده می‌کردند. در دوران شیوع طاعون بسیاری از افراد جهت جلوگیری از انتشار این بیماری روغن‌های معطر را می‌سوزاندند زیرا اعتقاد داشتند که بوی خوش طاعون را ریشه کن می‌کند.
تا این که در سال ۱۹۲۰ مطالعاتی دربارهٔ آروماتراپی یا عطر درمانی انجام شد. دو سال بعد مشخص شد که مواد معطر نوعی فرکانس تولید می‌کنند که با معیار هرتز قابل اندازه‌گیری است و تا به امروز انرژی امواج ۷۰۰۰ نوع روغن معطر توسط پژوهشگران مورد شناسایی قرار گرفته‌است!
از سوی دیگر تحقیقات نشان داد افرادی که حس بویایی خود را از دست داده‌اند دچار بیماری‌های روانی می‌شوند که از این میان می‌توان اضطراب و افسردگی را نام برد.
یکی از کاربردهای عطر درمانی در درمان افسردگی است. توصیه می‌شود بیماران افسرده یکی از روغن‌های اسانس گل سرخ، بادرنجویه، یاسمن یا روغن میوه‌هایی همانند لیمو، پرتقال، سیب یا گریپ فروت را تهیه کنند و پس از این که آن را روی دستمال ریختند در فواصل مختلف استشمام نمایند. می‌توان ۱۵ قطره از روغن‌های توصیه شده را در ۵۰ میلی لیتر روغن بادام ریخت و روزی چند بار نواحی گردن و کمر را توسط آن مالش داد. اگرچه بر اساس مطالعات انجام شده روغن‌های معطر می‌توانند از طریق بوییدن تأثیر گذار باشند ولی مالش آنها بر روی پوست نیز از جمله روش‌های قابل اعتماد در درمان است. به علت این که مولکول‌های این مواد به سرعت از طریق پوست جذب گردش خون می‌شوند از اینرو می‌توانند اثر مهمی در درمان داشته باشند ولی نکته مهم عوارض جانبی این روغن هاست که اگر توسط فرد غیر مجرب و بدون مشاوره با پزشک متخصص به کار برده شود، ظهور می‌نماید. توصیه می‌شود که افرادی که برای اولین بار این روغن‌ها را به کار می‌برند آزمون پُشته‌ای (Patch test) را انجام دهند به این صورت که قطره‌ای از روغن را روی پوست ساعد یا قسمت خارجی ران بچکانند و سپس روی آن یک پانسمان قرار دهند اگر پس از ۴۸ ساعت خارش یا التهابی بر روی پوست ایجاد نشود استعمال خارجی این روغن بی‌ضرر است. در بریتانیا از لحاظ تاریخی رایحه درمانی از فرشته زیبایی درمانی منشأ گرفته‌است..